# Bizantinska aristokracija in birokracija
Bizantinsko cesarstvo je imelo zapleten aristokratski in birokratski sistem, ki ga je nasledilo od Rimskega cesarstva. Na vrhu hierarhične piramide je bil imperator, izključni vladar (avtokrator) in razsodnik z božjim mandatom, kateremu je bila podrejena množica uradnikov in dvornih funkcionarjev, ki so poganjali administrativni stroj bizantinske države. Cesarstvo je imelo poleg uradniških naslovov še množico častnih naslovov, s katerimi so cesarji nagrajevali svoje privržence in vladarje prijateljskih držav.
V več kot tisočletnem obstoju cesarstva so se nekateri naslovi prilagajali in opuščali, mnogi pa so tudi izgubili ali pridobili svojo veljavo. Na začetku so bili naslovi enaki kot v poznem Rimskem cesarstvu, saj se takrat Bizantinsko cesarstvo organizacijsko še ni razlikovalo od Rimskega cesarstva. Sistem je doživel prvo reformo med vladanjem cesarja Heraklija (610–641), ker je do takrat mnogo naslovov zastarelo. Drugo reformo je izvedel cesar Aleksej I. Komnen (1081–1118), ker so se do takrat pojavili novi naslovi ali pa se je njihova vsebina bistveno spremenila. Sistem je potem ostal skoraj nespremenjen do padca Bizantinskega cesarstva leta 1453.

## Zgodovinsko ozadje
V zgodnjem bizantinskem obdobju od 4. do zgodnjega 7. stoletja je bil bizantinski sistem vladanja enak sistemu, ki sta ga v poznem Rimskem cesarstvu vzpostavila Dioklecijan in Konstantin Veliki in je strogo ločeval civilne in vojaške položaje. Naslov je ustrezal pripadajočemu položaju, glavni kriterij za razlikovanje med civilnim in vojaškim položajem pa je bil članstvo v senatu. Rimski sistem naslovov je izginil v 7. stoletju, v katerem je Bizantinsko cesarstvo zaradi muslimanskih osvajanj izgubilo velik del svojega ozemlja, in v klasičnem oziroma srednjem obdobju cesarstva od 8. do 11. stoletja, ko je nastal nov državni model z dvorom v svojem središču. Iz prejšnjih zastarelih naslovov so nastali novi naslovi javnih uradov in dostojanstvenikov, ki so bili nagrajeni z vodilnimi položaji v posameznih uradih. Razred senatorjev se je obdržal in zasedel velik del visokih uradniških položajev, saj so vsi položaji od protospatarija ali višjim pripadali prav njim. V tem obdobju je mnogo družin ostalo na pomembnih položajih tudi več stoletij in so  iz njih izhajali številni bizantinski cesarji. 
V cesarstvu sta bili dve kategoriji plemstva: mestno civilno in provincialno vojaško plemstvo.  Slednje je imelo velika zemljiška posestva, ne pa tudi svojih vojaških enot, kar je bilo v nasprotju s prakso v tedanji Zahodni Evropi. V 10. in 11. stoletju je narasel pomen aristokracije, v katero so se vključile številne nove družine. 
Katastrofalne izgube v poznem 11. stoletju so sprožile reorganizacijo državnega upravnega sistema pod vodstvom nove vladarske hiše Komnenov: starejši položaji in naslovi so se postopoma opustili, pojavili pa so se številni novi častni naslovi, ki so označevali predvsem intimno povezavo nosilca naslova s cesarjem. Cesarstvo je v času Komnenov in njihovih naslednikov Paleologov temeljilo predvsem na zemljiški  aristokraciji. Vodenje države je strogo nadzorovalo omejeno število med seboj poročenih aristokratskih družin. V 11. in 12. stoletju na primer je bilo poznanih samo 80 civilnih in 64 vojaških družin, kar je bilo za tako veliko državo izredno malo. V obdobju Paleologov je bilo po pisanju Georgija Kodinosa, kuropalata na bizantinskem dvoru, opazno, da so se naslovi, ki so se kopičili več stoletij, zelo spremenili. Nekateri nekdaj visoki položaji so bili povsem razvrednoteni in so se nadomestili z novimi, tako da je staro razločevanje med službenim in zaslužnim položajem izginilo.

## Cesarski naslovi
Cesarski naslovi so bili najvišji državni naslovi, običajno rezervirani samo za člane cesarske družine in izbrane tuje vladarje, katerih zavezništvo je cesar potreboval.

### Naslovi cesarjev
- Basileus. Grška beseda βασιλεύς pomeni suveren in se je prvotno uporabljala za vse kralje  z grško govorečih področij Rimskega cesarstva in perzijske cesarje. Leta 629 je začel Heraklij naslov basileus uporabljati namesto starega latinskega naslova augustus, ki pomeni vzvišen ali plemenit, in basileus je tako postal grški ekvivalent evropskega cesarja. Heraklij je uporabljal tudi naslova autokratōr (avtokrat, samodržec) in kyrios (gospod). Bizantinci so naslov basileus uporabljali samo za krščanske vladarje, ki so vladali v Konstantinoplu. Zahodnoevropske kralje so naslavljali z rēgas, kar je helenizirana oblika latinske besede rex (kralj). Ženska oblika naslova je basilissa (cesarica). Cesarice so naslavljali tudi z eusebestatē avgusta (najpobožnejša vzvišena), kyria (gospa) ali despoina (despotinja, ženska oblika naslova despot). Primogenitura (pravica prvorojenca) kot avtomatizem pri dedovanju cesarskega položaja v Bizantinskem cesarstvu nikoli ni bila uzakonjena, ker so v Rimskem cesarstvu cesarja potrjevali senat, prebivalci in vojska. Običaj je bil ostanek rimske republikanske tradicije, ki so ga privzeli tudi Bizantinci. Mnogo cesarjev se je temu običaju izognilo in svojim sinovom zagotovilo pravico do prestola tako, da so jih že v  otroštvu razglasili za socesarje, kar jim je po očetovi smrti omogočilo zasesti izpraznjeni očetov prestol. V takih primerih volitve novega cesarja seveda niso bile potrebne. Novi cesar je izpraznjeni prestol dostikrat zasedel s poroko z vdovo prejšnjega cesarja ali pa je še živega cesarja prisilil, da je odstopil ali odšel v samostan. Mnogo cesarjev so odstavili tudi zaradi očitne nesposobnost, na primer po velikih vojaških porazih, ali pa so jih preprosto ubili.

- Porphyrogennētos (πορφυρογέννητος, porfirogenet, "rojen v škrlatu"), je bil pridevek k cesarskemu naslovu, s katerim so poudarjali legitimnost cesarjevega vladarskega položaja. Naslov je pomenil, da je bil cesar rojen v porodni sobi cesarske palače, ki je bila obložena z rdečim porfirjem.

- Autokratōr (αυτοκράτωρ, avtokrat, samodržec), cesarski naslov, ki je bil prvotno enakovreden naslovu imperator.

### Naslovi cesarjevih družinskih članov
- Basileopatōr (βασιλεοπάτωρ, cesarjev oče). Naslov je nenavaden, ker ga je lahko nosil tudi nekdo, ki ni bil cesarjev pravi oče. Prvi  basileopatōr je bil Stilianos Zauces v času Leona VI. Modrega (886–912). Basileopatōr je bil tudi Roman I. Lekapen (919–944), ko je bil regent za svojega sina Konstantina VII. Porfirogeneta (913–959). Naslov je bil po rangu najvišji med podeljenimi naslovi in je pogosto dajal obsežna državna pooblastila.

- Despotēs (δεσπότης, gospod, despot), naslov, ki so ga od Justinijana I. (527–565) naprej uporabljali cesarji sami ali pa je bil častni naslov njihovih sinov. Naslov se je zelo pogosto pojavljal na kovancih namesto naslova basileus. V 12. stoletju je cesar Manuel I. Komnen (1143–1180) iz njega naredil poseben naslov, ki je bil najvišji naslov za cesarjevim. Prvi despotēs je ogrski kralj Béla III. (1172-1196), kar je pomenilo, da je imel bizantinski cesar Ogrsko za svojo vazalno državo. Naslov despotēs se je kasneje uporabljal tudi za vladarje despotatov, na primer Epirskega despotata, Morejskega despotata na Peloponezu s sedežem v Mistri ter Srbije in Srema. Ženska oblika naslova, despoina, se je nanašala na žensko despotinjo ali despotovo ženo, uporabljala pa se je tudi za naslavljanje cesaric.

- Sebastokratōr (σεβαστοκράτωρ, velespoštovani vladar). Naslov je uvedel cesar Aleksej I. Komnen in je sestavljen iz besed sebastōs in autokratōr. Naslov je bil nepomemben in je pomenil samo to, da je njegov nosilec cesarjev bližnji sorodnik, po rangu pa je bil takoj za despotom. Prvi sebastokratōr je bil Aleksejev brat Izak,[3] prvi tujec pa srbski knez Stefan Nemanja, ki je dobil naslov leta 1161.[4] Enak naslov je imel tudi bolgarski car Kalojan. Ženska oblika naslova je sebastokratorisa.

- Kaisar (καίσαρ, cesar, car) je bil že v rimskem obdobju naslov augustovega sovladarja ali njegovega mogočega naslednika in je na začetku spadal med podeljene naslove. Položaj kaisarja je užival obširne  privilegije, velik ugled in moč. Ženska oblika naslova je kaisarissa. Ko je Aleksej I. uvedel naslov sebastokratōr, je kaisar postal tretji najpomembnejši naslov, ko je Manuel I. uvedel naslov despotēs, pa četrti najpomembnejši aristokratski naslov. Naslov je bil kljub četrtemu mestu še vedno zelo pomemben in so ga podeljevali samo visokim in uglednim državnim uradnikom. Tujcem so ga podelili zelo redko. Justinijan II. Rinotmet (685–695 in 705–711) je leta 705 naslov kaisar podelil bolgarskemu kanu Tervelu, Andronik II. Paleolog (1282–1328) pa leta 1304 Rogeriju Florskemu, vodji Katalonske velike družbe. Iz naslova kaisar se je najprej v bolgarščini, potem pa še v ruščini in srbščini razvila slovanska inačica naslova – car.

- Nobelissimos (νοβελίσσιμος, iz latinskega nobilissimus, najplemenitejši). Naslov so prvotno podeljevali cesarjevim bližnjim sorodnikom, ki so bili podrejeni izključno kaisarju. V obdobju Komnenov so začeli naslov podeljevati tudi uradnikom in tujim dostojanstvenikom. Ker je njegov pomen kmalu zvodenel, so namesto njega uvedli nov naslov prōtonobelissimos, kar pomeni prvi najplemenitejši. Ko je zbledel tudi ta naslov, so ga nadomestili s še bolj izumetničenim nslovom prōtonobelissimohypertatos. V poznem obdobju Paleologov je prvotna oblika naslova izginila, zadnja oblika pa se je uporabljala za provincialne uradnike.

- Kouropalatēs (κουροπαλάτης, iz latinskega cura palatii, tisti, ki skrbi za palačo). Naslov ja nastal v času cesarja Justinjana I. za upravnika cesarske palače. Položaj je prinašal velika pooblastila in dohodke in je bil zaradi stalnega stika s cesarjem zelo prestižen. Naslov so podeljevali samo pomembnim članom cesarjeve družine. V 11. stoletju je njegov ugled upadel in od takrat so ga podeljevali vazalnim vladarjem Armenije in Kavkaške Iberije.

- Sebastos (σεβαστός, iz latinskega augustus, veličanstvo). Naslov se je občasno uporabljal za cesarje. Kot poseben naslov se je pojavil v drugi polovici 11. stoletja in Aleksej I. Komnen ga zelo na široko podeljeval svojim bratom in sorodnikom. Za Aleksejevega drugega brata Hadrijana so skovali poseben naslov prōtosebastos – prvo veličanstvo. Enak naslov so podelili tudi beneškemu dožu in ikonijskemu sultanu. V 12. stoletju so naslov podeljevali cesarjevim in sebastokratorjevim otrokom in visokim tujim osebnostim. V 12. stoletju je prišlo tudi do bujnega množenja in temu primernega razvrednotenja naslovov. Naslovom so začeli dodajati predpone pan (vse), hyper (nad) in prōto (prvi), tako da so nastali naslovi pansebastōs, panhypersebastōs in hyperprōtopansebastohypertatos. Nekaj naslovov je preživelo 12. stoletje, vsi pa so hitro izgubili svoj ugled. Ženska oblika naslova je sebastē.

## Dvorni naslovi od 8. do 11. stoletja
Po podatkih iz Taktikona Uspenskega, Filotejevega Kletorologija (899) in zapisov Konstantina VII. Porfirogeneta o cesarskih naslovih (De ceremoniis) so v Bizantinskem cesarstvu od 8. do 11. stoletja razlikovali dve različni kategoriji visokih državnih naslovov (ἀξίαι): "podeljene" naslove (διά βραβείων ἀξίαι), ki so zgolj častni in so simbolizirali položaj njegovega nosilca, in "razglašene" naslove (διά λόγου ἀξίαι), ki so veljali za državne uslužbence in jih je razglašal cesar. Slednji so se, odvisno od statusa upravičenca, delili na tri podkategorije: prvi niz naslovov je bil za "bradate" (βαρβάτοι iz latinskega barbati, bradati), se pravi za moške, drugi za evnuhe (ἐκτομίαι) in tretji za ženske. Državni uradniki so lahko imeli tudi več naslovov, na primer magistros (častni naslov) in logothetes tou dromou (razglašen naslov).

#### Naslovi za bradate
Naslovi si sledijo po padajoči pomembnosti.
- Proedros (πρόεδρος, predstojnik, načelnik). Naslov je bil prvotno rezerviran za evnuhe, od sredine 11. stoletja dalje pa se je uporabljal tudi za bradate, predvsem za vojaške  osebnosti.[8]
- Magistros (μάγιστρος, magister officiorum, predstojnik državnih uradov). V zgodnji bizantinski državi je bil magister officiorum eden najvišjih državnih uradnikov. Ker so njegove pristojnosti postopoma prevzemali drugi uradniki, je v 8. stoletju od položaja ostal samo še naslov. Naslov je kljub temu ohranil visok ugled in so ga do 10. stoletja podeljevali samo redkim visokim uradnikom.[9]  Na začetku 10. stoletju je bilo samo dvanajst magistrov. Prvi med njimi je imel naslov prōtomagistros (prvi magister). Kasneje se je naslov podeljeval bolj svobodno, tako da je do 12. stoletja izgubil ves svoj ugled. V obdobju Paleologov je popolnoma izginil.[10]
- Vestarhes (βεστάρχης, predstojnik vestajev). V drugi polovici 10. stoletja je bil naslov  namenjen  visoko rangiranim evnuhom, približno od leta 1050 dalje pa se je podeljeval tudi bradatim visokim vojaškim častnikom in konstantinoplskim sodnim uradnikom. Naslov je izginil na začetku 12. stoletja.[11]
- Vestes (βέστης), visok časten naslov, ki se je prvič pojavil pod Ivanom I. Cimiskom. Podeljeval se je tako bradatim kot evnuhom in je preživel do začetka 12. stoletja.[11] Ime je etimološko povezano z vestiarionom (cesarsko garderobo) in ne z vestai in njihovim predstojnikom vestarhom.
- Anthypatos (ανθύπατος, prokonzul). Antipat je bil prvotno najvišji položaj guvernerjev provinc in je preživel uvedbo tematskega sistema, potem pa je v 9. stoletju postal zgolj časten naslov. Zaradi upadanja njegovega ugleda je v obdobju Komnenov nastala njegova različica prōtanthypatos – prvi antipat. Oba naslova sta do konca 12. stoletja izginila.
- Patrikios (πατρίκιος, patricij). Naslov je kot navišji plemiški naslov uvedel cesar Konstantin I. Veliki (306–337). Naslov in je ostal nespremenjen vse do konca obdobja Komnenov. Podeljevali so ga visokim državnim uradnikom, tudi evnuhom, in tujim vladarjem. Patriciji so imeli pravico prisostvovati na sejah senata. Soproge patricijev so imele naslov patrikia, katerega se ne sme zamenjati z naslovom zostē patrikia, ki je opisan kasneje.[12]
- Prōtospatharios (πρωτοσπαθάριος, prvi spatarij), naslov poveljnika cesarske telesne straže (spatharioi). V 6. stoletju na primer je naslov nosil Justinijanov general Narses.[13] Protospatarij je kasneje postal eden od najpogostejših dvornih naslovov, ki so ga podeljevali na primer logotetom (poveljnikom cesarskih tagem) in  strategom (guvernerjem  tém). Naslov je pomenil tudi dostop do senata. Obdržal se je vse do obdobja Paleologov, vendar je do takrat na hierathični lestvici zdrsnil na 35. mesto.
- Disypatos (δισύπατος, dvakratni konzul). Naslov je verjetno nastal v 8. stoletju in je bil zelo redek.[13]
- Spatharokandidatos (σπαθαροκανδιδάτος) je skovan iz naslovov spatharios in kandidatos. Naslova pomenita pripadnika različnih oddelkov cesarjeve telesne straže iz 4. do 6. stoletja. Naslov je bil prvič omenjen na začetku 8. stoletja in se je z gotovostjo uporabljal samo od 9. stoletja dalje. Prepoznavni znak nosilca naslova (brabeion) je bila zlata veriga (maniakion), ki so jo nosili okoli prsi.[1]
- Spatharios (σπαθάριος, nosilec kratkega ravnega meča - spatha). Spatharioi so bili na začetku posebni oddelki cesarske garde, ki so v cesarski palači opravljali posebne naloge. Naslov se je ohranil do začetka 12. stoletja.
- Hypatos (Άπατος, konzul). Podobno kot v Rimski republiki in kasneje v Rimskem cesarstvu so tudi v Bizantinskem cesarstvu vsako leto podelili naslov konzula dvema zaslužnima državljanoma. Justinjan I. Veliki (527–565) je zaradi izredno visokih državnih stroškov, ki so bili povezani s temi naslovi, podeljevanje ukinil. Iz pečatov z napisoma hypatos ali apo hypatos (bivši konzul)[14] je razvidno, da so naslove častnih konzulov podeljevali tudi kasneje. Naslov so pogosto podeljevali vladarjem južnoitalijanskih mestnih držav.
- Stratōr (στράτωρ), konjušnik.
- Kandidatos (κανδιδάτος, iz latinskega candidatus, kandidat). Kandidati, ki so dobili ime po svojih belih tunikah, so bili prvotno izbrana skupina cesarskih gardistov, ki so prihajali iz palatinske šole (scholae palatinae). Naslov je izginil v obdobju Komnenov.
- Basilikos mandatōr (βασιλικός μανδάτωρ), cesarski glasnik.
- Vestētōr (βεστήτωρ, iz latinskega vestiarium, skrinja), uslužbenec, ki je skrbel za cesarjevo garderobo.[15]
- Silentiarios (σιλεντιάριος, iz latinskega silentium, molk). Silenciariji so bili skupina dvorjanov, ki so skrbeli za vdrževanje reda v cesarski palači, h kateremu je spadala tudi spoštljiva tišina.
- Stratēlatēs (στρατηλάτης, iz latinskega magister militum, vojaški poveljnik) in apoeparchōn (ἀποεπάρχων ali ἀπο επάρχων, iz latinskega ex praefectis, iz province) sta bila po položaju enaka philoteosu. V 6. stoletju sta položaja uživala velik ugled, potem pa se je njun ugled razvrednotil. [16]

#### Naslovi za evnuhe
Naslovi si sledijo po padajoči pomembnosti.
- Proedros (πρόεδρος, predsednik) je bil položaj, ki ga je uvedel Nikefor II. Fokas. Prvi proedros je bil  evnuh parakoimōmenos Bazilij Levkapen. Proedros je bil tudi predsednik Senata, sicer pa se je naslov pogosto uporabljal za označevanje prioritete, na primer proedros notarioi za  prōtonotariosa. Naslov se je na široko podeljeval v 11. stoletju, ko se je razširil tudi na bradate. Razširitev je takoj sprožila uvedbo novega naslova  prōtoproedros, ki je bil namenjen najvišje rangiranemu proedrosu. Naslov je izginil v poznem 12. stoletju.[17]
- Vestarches (βεστάρχης). Naslov se je od leta 1050 uporabljal za bradate visoke vojaške častnike in sodne uradnike v Konstantinoplu, v drugi polovici 10. stoletja pa tudi za visoko rangirane evnuhe. Naslov je izginil na začetku 12. stoletja.[11]
- Patrikios (πατρίκιος, patricij). Naslov je bil vsebinsko enak naslovu za bradate.
- Vestes  (βέστης). Naslov je bil vsebinsko enak naslovu za bradate.[11]
- Praipositos (πραιπόσιτος, iz latinskega praepositus, predstojnik).
- Prōtospatharios (πρωτοσπαθάριος). Naslov je bil vsebinsko enak naslovu za bradate.
- Primikērios (πριμικήριος, iz latinskega primicerius, prvi na seznamu).
- Ostiarios (οστιάριος, iz latinskega ostiarius, vratar).
- Spatharokoubikoularios (σπαθαροκουβικουλάριος) in
- Koubikoularios (κουβικουλάριος, iz latinskega cubicularius, komornik).
- Nipsistiarios (νιψιστιάριος, iz grškega  νίπτειν [niptein], umivati roke) je bil zadolžen za čuvanje zlata, za s poldragimi kamni obložen bazen in cesarjevo obredno umivanje pred odhodom iz cesarske palače ali pred slovestnostmi.

#### Naslov za ženske
Ženske so običajno naslavljali z ženskimi oblikami naslovov njihovih soprogov. Naslov, ki je bil rezerviran izključno za ženske, je bil 
- Zostē patrikía (ζωστὴ πατρικία, "opasana" patricija). Uporabljal se je že v zgodnjem 9. stoletju za naslavljanje  cesaričinih dvornih dam.[18] Filotej trdi, da je bil položaj umeščen zelo visoko v dvorni hierarhiji, nad magistrosom in proedrosom in ravno pod kouropalatesom.

## Palačni naslovi
- Parakoimomenos (παρακοιμώμενος, tisti, ki spi v bližini), višji komornik, ki je spal ob cesarjevi spalnici. V 9. in 10. stoletju je bil praviloma evnuh. Parakoimomenos je bil pogosto tudi de facto ministrski predsednik cesarstva.
- Protovestiarios (πρωτοβεστιάριος, iz latinskega sacra vestis - posvečena garderoba, glavni garderober). Visok dvorni naslov, ki se je prvič pojavil leta 412 in je bil prvotno rezerviran za evnuhe. Kasneje so njegove zadolžitve prevzeli cesarjevi daljnji sorodniki, ki so skrbeli za cesarjevo osebno garderobo, predvsem na vojnih pohodih. Protovestiarios je bil včasih zadolžen tudi za druge člane cesarjeve družine in cesarjeve osebne finance.  V času pred Justinijanom I. sta se  uporabljali  starejši obliki naslova: curopalata (iz latinskega cura palatii, tisti, ki skrbi za palačo, majordom) in grška oblika  kouropalates (κουροπαλάτης).[19] Naslov je nastal iz starejšega naslova  kourator (latinsko: curator, skrbnik), ki je skrbel za cesarjeve finančne zadeve. Njemu podrejen je bil vestiarios (βεστιάριος).  Za garderobo cesarice sta skrbeli protovestiaria in vestiaria.
- Papias (παπίας), glavni hišnik cesarskih palač, zadolžen za vsakodnevno odpiranje in zapiranje palačnih vrat.
- Pinkernes (πιγκέρνης, včasih tudi ἐπιγκέρνης), prvotno cesarjev osebni točaj, kasneje visok častni naslov.
- Kanikleios (κανίκλειος), čuvaj cesarjevega pisalnega pribora, eden od višjih uradnikov v državni pisarni. V obdobju Komnenov in Paleologov je bilo nekaj kanikleiosov de facto ministrskih predsednikov cesarstva.
- Epi tes trapezes (ὁ ἐπὶ τῆς τραπέζης, tisti, ki skrbi za mizo), uradnik, ki je bil med slavnostmi  zadolžen za strežbo pri cesarjevem omizju.

## Vojaški naslovi

### Kopenska vojska
- Exarchos (έξαρχος). Egzarhi so bili guvernerji odmaknjenih delov cesarstva, na primer Italije in Afrike, ki so imeli več neodvisnosti in pooblastil kot drugi guvernerji provinc. V njihovi pristojnosti so bile tako civilne kot vojaške zadeve, tako da so bili nekakšni podkralji.
- Domestikos (δομέστικος, iz latiskega domesticus, kraljevi dvor). Domestikoi so bili prvotno cesarjevi telesni stražarji, v poznem rimskem obdobju pa so prevzeli vlogo višjih štabnih častnikov. V bizantinskem obdobju so spadali med najvišje vojaške položaje. Med domestikoi so spadali:

- Megas domestikos (μέγας δομέστικος, veliki domestikos), vrhovni poveljnik vojske.
- Domestikos tōn sholōn (δομέστικος τῶν σχολῶν, domestik šol), prvotno poveljnik enot cesarske garde - sholai, kasneje poveljnik tagme. Naslov je bil zelo prestižen in njegov nosilec je bil od poznega 9. stoletja vrhovni poveljnik kopenske vojske. Okrog leta 959 so položaj razdelili na dva domestika, enega za vzhodni in enega za zahodni del cesarstva.
- Domestikos ton thematos (δομέστικος τῶν θέματος, domestik prefektur), poveljnik in organizator vojaških in civilnih prefektur. Cesarstvo je imelo dva domestika prefektur: enega za evropske (tēs dyseōs) in enega za azijske teme (tēs anatolēs).

- Stratēgos (στρατηγός, strateg), vojaški, kasneje tudi civilni poveljnik prefekture, ki je imel pogosto tudi naslov doux – vojvoda. Naslov je bil enakovreden današnjemu generalu ali admiralu in se je uporabljal v obeh rodovih vojske.
- Katepanō (κατεπάνω, katepan), guverner večjega ozemlja, na katerem sta bili dve ali več prefektur. Takšno ozemlje je bilo na primer Italijanski katepanat v južni Italiji. Naslov je nastal v 9. stoletju.
- Tourmarchēs (τουρμάρχης), poveljnik vojaške enote tourme, ki je imela velikost bataljona.
- Protostrator (πρωτοστράτωρ), prvotno cesarjev konjušnik. V obdobju Komnenov in Paleologov je bil prōtostratōr drugi najvišji komandant kopenske vojske.
- Stratopedarchēs (στρατοπεδάρχης, poveljnik tabora), glavni intendant, odgovoren za oskrbo vojske s hrano in orožjem.
- Hoplitarchēs (ὁπλίτάρχης) ali archēgētēs, poveljnik pehotnih enot v velikih vojaških formacijah. Naslov se je prvič pojavil sredi 10. stoletja, ko se je pehota reorganizirala in dobila večji pomen.
- Protokentarchos in kentarchos(iz latinskega centurion, stotnik), poveljnika manjše vojaške enote na bojišču.
- Merarchēs (μεράρχης), komandant divizije  (meros). Vsaka armada je običajno imela dve ali tri divizije.
- Taxiarchēs (ταξιάρχης, brigadir) ali chiliarchēs (χιλίαρχης, komandant tisoč vojakov), komandant pehotnega polka (taxiarchia ali chiliarchia).
- Kavallarios. Naslov, izposojen iz latinskega caballarius, ki je prvotno pomenil konjenika, v obdobju Paleologov pa je postal nižji dvorni naslov.[21]

### Mornarica
- Megas doux (μέγας δούξ, veliki vojvoda), naslov, ki ustreza današnjemu vrhovnemu komandantu vojne mornarice. Naslov je uvedel Aleksej I. Komnen po združitvi ostankov cesarskega vojnega ladjevja in provincijalnih ladjevij v enotno cesarsko ladjevje. Megas doux je bil do konca obdobla Paleologov tudi načelnik vlade in državne uprave.
- Amirales (αμıραλες, admiral). Naslov je nastal v poznem obdobju Paleologov za poveljnike zahodnih najemnikov in se je bolj redko uporabljal. Amirales je bil zastopnik megas douxa.
- Megas droungarios (μέγας δρουγγάριος), prvotno vrhovni poveljnik bizantinske vojne mornarice, po uvedbi položaja velikega vojvode pa njegov podrejen častnik, odgovoren za mornariške častnike.
- Droungarios (δρουγγάριος, iz latinskega drungarius). Naslov so uporabljali tako v mornarici kot v kopenski vojski. V obdobju od 8. do 11. stoletja je bil droungarios v mornarici poveljnik cesarske flote ali ene od provincijalnih flot, v kopenski vojski pa poveljnik drungosa, enote velikosti bataljona.
- Komēs ali droungarokomēs, poveljnik eskadre dromonov.
- Kentarchos ali nauarchos, kapitan ladje.

### Drugi vojaški naslovi
- Ethnarches (ἐθνάρχης), poveljnik tujih vojaških enot.
- Kontostaulos (κονόσταυλος, iz latinskega comes stabuli, grof konjušnik), poveljnik frankovskih najemnikov.
- Hetaireiarches (ἑταιραρχης), poveljnik barbarskih najemnikov (hetaireia),  naslednikov  federatov. Enota se je prvotno delila na velike (megalē), srednje (mesē) in majhne (mikra) hetaireije.
- Akolouthos (ἀκόλουθος), od obdobja Komnenov poveljnik varjaške garde.
- Manglavitai (μαγ[γ]λαβίται), pripadnik posebnega oddelka dvorne garde, oborožen z mečem in bičem (manglavion). Oddelku je poveljeval prōtomanglavitēs.
- Topoteretes (τοποτηρητής, odposlanec, poročnik). Topoteretesi na različnih nivojih hierarhične lestvice so bili predstavniki poveljnikov cesarskih tagem v  drungarijih.

## Naslovi v državni upravi
Obsežna bizantinska birokracija je imela množico naslovov, ki so bili bolj raznoliki kot aristokratski ali vojaški naslovi. V Konstantinoplu je bilo običajno nekaj sto, če ne nekaj tisoč uradnikov. Po zgledu na pripadniki cerkve in vojske so nosili posebna oblačila, pogosto tudi ogromne klobuke. Naštetih je samo nekaj najpogostejših naslovov, vključno z naslovi običajnih državljanov, ki so bili v cesarski službi.
- Prefekt pretorijancev je bil prvotno rimski naslov poveljnika vojske v vzhodnem in zahodnem delu cesarstva. V 7. stoletju so zaradi obsežnih civilnih in vojaških reform naslov opustili in ga pretvorili v domestikosa – prefekta. Po Dioklecijanovih reformah je prefekt dobil obširna pooblastila v državni upravi, financah, sodstvu in celo v zakonodaji. Na njegovo priporočilo so z odobritvijo cesarja imenovali in razreševali guvernerje provinc, od katerih je dobival redna poročila o stanju v provincah. Imel je svojo zakladnico, iz katere so se plačevali stroški za vojsko in njihovo prehrano. Bil je tudi vrhovni sodnik prizivnega sodišča, ki je imelo velika pooblastila: v zadevah, ki so prišle z nižjih sodišč na prizivno sodišče, nadaljnje pritožbe cesarju niso bile mogoče. Domestikos je lahko po svoji presoji izdajal pretorijanske odredbe, ki pa so se lahko nanašale samo na manj pomembne zadeve.
- Protasekretis (πρωτασηκρῆτις), prvotno naziv načelnika državnega arhiva, ki je hranila uradne dokumente vlade. Njemu podrejeni uradnik je bil asekretis. Med druge podrejene uradnike so spadali  hartoularios (χαρτουλάριος), ki je bil zadolžen za državne dokumente, kastrensios (dvorni komornik),  mystikos (zasebni tajnik) in eidikos (uradnik v državni zakladnici).
- Logothetes (λογοθέτης), načelnik v obširni državni upravi, ki je opravljal različne posle, odvisno od njegovega natančnega položaja. Med logoteti je bilo nekaj najpomembnejših državnih uradnikov:

-  Megas logothetes  (μέγας λογοθέτης), glavni logotet, osebno odgovoren  za pravni sistem in državno zakladnico, podobno kot kancler v zahodni Evropi.
- Logothetes tou dromou (λογοθέτης τοῦ δρόμου, poštni logotet), vodja diplomacije in poštne službe.
- Logothetes ton oikeiakon (λογοθέτης τῶν οἰκιακῶν), logotet z raznimi zadolžitvami, ki pogosto niso bile povsem jasne, na primer varnost v Konstantinoplu ali lokalno gospodarstvo.
-  Logothetes tou genikou  (λογοθέτης τοῦ γενικοῦ), generalni logotet, odgovoren za davčni sistem.
-  Logothetes tou stratiotikou  (λογοθέτης τοῦ στρατιωτικοῦ, vojaški logotet), civilni logotet, odgovoren za vojaške plače.
- Logothetēs ton agelōn (λογοθέτης τῶν ἀγελῶν), uradnik, zadolžen za državne posesti(mētata) v zahodni Mali Aziji in rejo konj in mul za bizantinsko vojsko in javno pošto.

- Chartoularios tou vestiariou (βεστιάριον), uradnik, zadolžen za javno garderobo, kovanje denarja in opremljanje vojne mornarice.

Logoteti so imeli prvotno nekaj vpliva na cesarja, sčasoma pa so postali samo častni položaji. V poznem cesarstvu je glavnega logoteta zamenjal mesazōn (μεσάζων, mediator), ki je bil nekakšen ministrski predsednik in glavni cesarjev pomočnik.
Med druge državne uradnike so spadali:
- Konstantinoplski eparh (praefectus urbi), mestni prefekt, nakakšen župan.
- Kvestor (quaestor sacri palatii), prvotno sodnijski uradnik, kasneje sodnijski uradnik za Konstantinopel.
- Tribounos, bizantinska različica rimskega tribuna, odgovoren za vzdrževanje cest, spomenikov in zgradb v Konstantinoplu.
- Magister (magister officiorum, magister militum, grško: maistor (μαıστορ)), star rimski naziv za predstojnika državnega urada ali vojske. V času Leona III. je postal magister zgolj časten naslov, potem pa so ga popolnoma opustili.[23]
- Sacellarios (σακελλάριος), v Heraklijevem obdobju častni nadzornik dvornih uradnikov, logotetov itd., kasneje glavni finančni nadzornik cesarstva.
- Praetor, prvotno uradnik v Konstantinoplu, zadolžen za pobiranje davkov, od poznega 10. stoletja do leta 1204 pa civilni guverner province.
- Kephale  (κεφαλή, glava), v obdobju Paleologov guverner manjše province, običajno mesta in njegove okolice.
- Horeiarios, uradnik, zadolžen za razdeljevanje žita iz državnih žitnic.

Protoasecretis, logotet, prefekt, pretor, kvestor, magister in sacellarios so bili med drugim tudi člani senata.